# Richard Florida

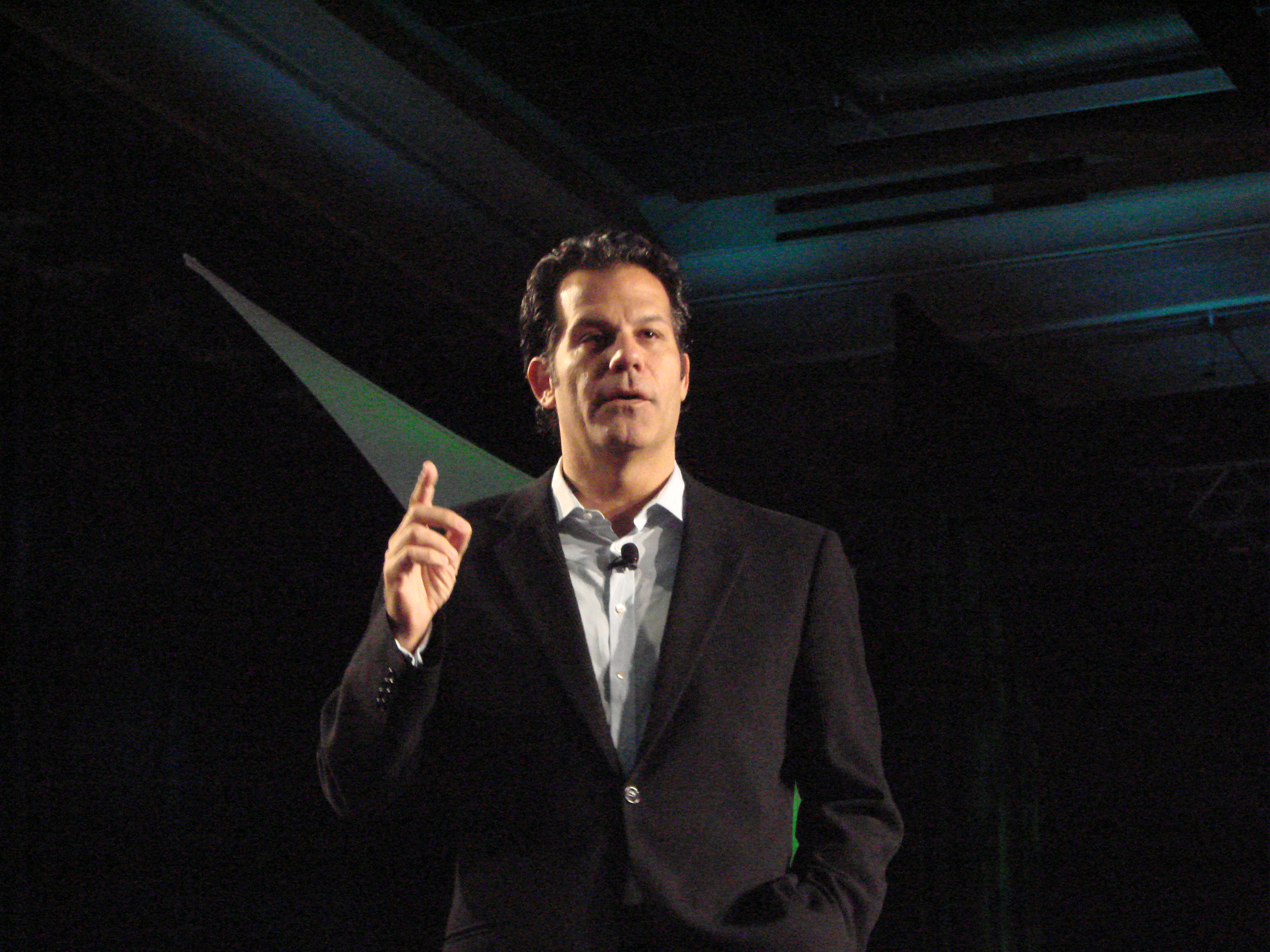
Richard Florida (2006)

Richard Florida (* 26. November 1957 in Newark, New Jersey) ist ein US-amerikanischer Ökonom und Hochschullehrer.

## Leben
Nach seiner Schulzeit studierte Florida zunächst Politikwissenschaften am Rutgers College und wechselte dann zum Studium des Urban Planning an die Columbia University. Er beendete 1986 sein Studium mit dem Erhalt des Ph.D. und erhielt 2005 eine Anstellung als Hochschullehrer an der University of Toronto, wo er an der Rotman School of Management unterrichtet. Zuvor unterrichtete Florida von 1987 bis 2005 an der Carnegie Mellon University.
Florida schreibt über Konzepte und Theorien der „kreativen Klasse“ und deren Zusammenhänge mit der urbanen Gesellschaft. Hierzu verfasste Florida die Bücher The Rise of the Creative Class, Cities and the Creative Class und The Flight of the Creative Class. Florida sieht einen Zusammenhang zwischen der ökonomischen Stärke einer städtischen Region im Verhältnis zur Anwesenheit von hochtechnisierten Wissensarbeitern, Künstlern, Musikern und homosexuellen Menschen. Die wirtschaftliche Stärke einer Region ziehe neben Kapital und Unternehmen nach Florida insbesondere kreative Menschen an. Florida verfasste ein eigenes Ranking-System, das Städte nach Kriterien wie Bohemian index, Gay index oder Diversity index einordnet. Floridas Theorie der „Kreativen Klasse“ fand Eingang in die Stadtforschung, etwa zur Erklärung des Prozesses der Gentrifizierung, und in die Stadtplanung, etwa bei Konzepten zur Entwicklung von Stadtvierteln durch Stimulanz der Ansiedlung „kreativer“ Berufsgruppen.

## Kritik
Der Wirtschaftsjournalist Aditya Chakrabortty macht u. a. auch Floridas unrealistische Politikberatung mit dafür verantwortlich, dass Großbritanniens Industriesektor in den letzten 30 Jahren um zwei Drittel geschrumpft ist. In seiner Fokussierung auf die Elite des super-creative core und mit seiner scharfen Abgrenzung zwischen körperlich arbeitenden und Wissensarbeitern ignoriere er die schwachen Leistungen des britischen Managements und propagiere eine Utopie, deren Umsetzung im Rahmen der neoliberalen Restrukturierung der Städte Großbritannien in die Nähe des deindustrialisierten Griechenlands gerückt habe.
Der Stadt- und Wirtschaftsgeograph Jamie Peck kritisiert Florida, dessen ökonomische Interessen als Berater eng mit der Verbreitung seiner Theorien verknüpft sei.
Der Ökonom und Marketingspezialist Björn Bloching weist darauf hin, dass die Ergebnisse für amerikanische Großstädte nicht auf Europa übertragen werden können. In den USA gebe es wenige Hochtechnologiezentren, die zur Weltspitze gehören, mit einem hohen Anteil an Start-ups. In Europa finde ein großer Teil der Innovationen in breit aufgestellten industriellen Zentren und etablierten Unternehmen statt. Während in Europa innenstädtisches Leben, subkulturelle Viertel und kulturelle Aufgeschlossenheit zu den bestimmenden Elementen einer Stadt gehören, gelten in Amerika schon Städte als „tolerant“, die beginnen, ihre Innenstädte wiederzubeleben.
Methodisch wird hinterfragt, ob die Zugehörigkeit zur kreativen Klasse sich überhaupt an leicht erfassbaren und messbaren Berufsbezeichnungen und -merkmalen festmachen lässt. Kreative Menschen sind zur Normverletzung neigende Einzelpersonen, die sich nicht nur in innovationsfreundlichen Milieus finden lassen. Dort wo Innovationen zum routinierten Alltagsgeschäft werden, sind sie wieder in der Minderheit. Die von Richard Florida so genannten „kreativen Bohemiens“, also die oft unterbezahlten jungen akademischen Eliten, werden von anderen (zuerst von der Kulturwissenschaftlerin Mercedes Bunz) als „urbane Penner“ bezeichnet. Edward Glaeser zeigt mittels Regressionsanalyse, dass der von Florida gewählte Indikator für die Creative Class eng mit der formalen Ausbildung korreliert; vermutlich ist es also nicht die Kreativität, die sich angeblich in den Berufsbezeichnungen ausdrückt, sondern eher das hohe formale Ausbildungsniveau, das als Treiber des Wachstums der Städte funktioniert. Auch die Zahl der Patentanmeldungen pro Kopf spielt für das Wachstum eine geringe Rolle. Der Gay Index korreliert sogar negativ mit dem Stadtwachstum. Das bedeutet nach Glaeser, dass die gezielte Attraktion von Schwulen und Lesben das Wachstum nicht zu fördern vermag. Schließlich untersucht er den Bohemian Index. Dieser misst die regionale Konzentration von Künstlern, Musikern, Schriftstellern, Designern und Entertainern. Er ist sehr hoch in den größten Ballungsräumen wie New York oder Los Angeles und korreliert stark mit der formalen Ausbildung, aber bei näherer Betrachtung ist seine positive Wirksamkeit im Hinblick auf das städtische Wachstum überhaupt nur in zwei städtischen Großräumen messbar: in Las Vegas und Sarasota. In allen anderen städtischen Ballungsräumen ist der Bohemianism effect völlig ohne Einfluss auf das Wachstum. Nach von Richard Florida selbst vorgelegten neueren Zahlen ist der Bohemian index in vielen schnell wachsenden Agglomerationen des Südens wie Jacksonville (Florida), San Antonio oder Houston sogar weit unterdurchschnittlich. Die meisten wirklich Kreativen leben – so Glaeser – heute nicht in urbanen, sondern in suburbanen Milieus mit großen Grundstücken, guten Autoverbindungen und guten Schulen für ihre Kinder.
Das bestätigt sich auch in Deutschland: So hat das Zentrum für Europäische Wirtschaftsforschung festgestellt, dass von 150.000 Firmen, die jedes Jahr in Deutschland neu gegründet werden, „die wenigsten deutliche Wachstumsziele“ verfolgten. Ernüchternd heißt es: „Vor allem in der Kreativwirtschaft beschränkt sich der unternehmerische Einsatz oft auf das Erwirtschaften des Lebensunterhalts für den Gründer.“

## Schriften
- Reset – Wie wir anders leben, arbeiten, und eine neue Ära des Wohlstands begründen werden. Campus Verlag, 2010, ISBN 3-593-39125-2.
- Who’s Your City? Basic Books, 2008, ISBN 0-465-00352-4.
- The Flight of the Creative Class. The New Global Competition for Talent. HarperBusiness, HarperCollins, 2005, ISBN 0-06-075691-8.
- Cities and the Creative Class. Routledge, 2005, ISBN 0-415-94887-8.
- The Rise of the Creative Class. And How It’s Transforming Work, Leisure and Everyday Life. Basic Books, 2002, ISBN 0-465-02477-7.
- Industrializing Knowledge: University-Industry Linkages in Japan and the United States. MIT Press, 1999, ISBN 0-262-02465-9 (gemeinsam mit Lewis Branscomb und Fumio Kodama).
- Beyond Mass Production: The Japanese System and Its Transfer to the US. Oxford University Press, 1993, ISBN 0-19-507110-7 (gemeinsam mit Martin Kenny).
- The Breakthrough Illusion. Corporate America’s Failure to Move from Innovation to Mass Production. Basic Books, 1990, ISBN 0-465-00760-0.